# Kolęda dobrych ludzi woli (album)
Kolęda dobrych ludzi woli − studyjny album z muzyką kolędową wydany wspólnie przez braci Pospieszalskich, siostry Steczkowskie, na którym gościnnie wystąpili także inni polscy wykonawcy.
Jako album promocyjny CD było rozpowszechniane ze świątecznym numerem periodyku "Pani Domu". Większość utworów to znane kolędy polskie w nowych aranżacjach.

## Lista utworów
| 1.  | "Przybieżeli do Betlejem"                                                | 3:57  |
|     | - siostry Steczkowskie, M. Kurtis, J. Broda – wykonanie                  |       |
| 2.  | "Tryumfy Króla Niebieskiego "                                            | 4:26  |
|     | - siostry Steczkowskie – wykonanie                                       |       |
| 3.  | "Kolęda płynie z wysokości"                                              | 4:18  |
|     | - siostry Steczkowskie, Pospieszalscy, J. Broda – wykonanie              |       |
| 4.  | "A wczora z wieczora"                                                    | 2:22  |
|     |                                                                          |       |
| 5.  | "Dlaczego dzisiaj wśród nocy dnieje"                                     | 3:46  |
|     | - A. M. Jopek – śpiew                                                    |       |
| 6.  | "Jezusa Narodzonego"                                                     | 4:45  |
|     | - Pospieszalscy, W. Waglewski – wykonanie                                |       |
| 7.  | "Wśród nocnej ciszy"                                                     | 4:02  |
|     | - Pospieszalscy – wykonanie                                              |       |
| 8.  | "Jezusicek malusieńki"                                                   | 2:35  |
|     |                                                                          |       |
| 9.  | "Północ już była"                                                        | 4:27  |
|     | - Pospieszalscy, W. Waglewski – wykonanie                                |       |
| 10. | "Przystąpmy do szopy"                                                    | 4:13  |
|     | - Pospieszalscy, siostry Steczkowskie – wykonanie                        |       |
| 11. | "Mędrcy świata"                                                          | 4:17  |
|     | - siostry Steczkowskie, S. Karpiel-Bułecka – wykonanie                   |       |
| 12. | "Kolęda dobrych ludzi woli"                                              | 3:56  |
|     | - siostry Steczkowskie, Pospieszalscy, A. M. Jopek, J. Broda – wykonanie |       |
|     |                                                                          | 47:04 |
|     |                                                                          |       |

## Wykonawcy
- bracia Pospieszalscy − muzyka, śpiew
- siostry Steczkowskie − muzyka, śpiew
- Anna Maria Jopek − śpiew
- Milo Kurtis − perkusja
- Wojciech Waglewski − gitara
- Joszko Broda
- Sebastian Karpiel-Bułecka
- Arka Noego